# Biguglia
Biguglia (en cors Biguglia) és un municipi francès, situat a la regió de Còrsega, al departament d'Alta Còrsega. L'any 1999 tenia 5.018 habitants.

## Demografia
| 1962 | 1968 | 1975  | 1982  | 1990  | 1999  |
| ---- | ---- | ----- | ----- | ----- | ----- |
| 538  | 905  | 1.761 | 2.812 | 4.073 | 5.018 |

## Administració
| Període | Identitat               | Partit | Qualitat |  |
| ------- | ----------------------- | ------ | -------- |  |
| 1976-   | Sauveur Gandolfi-Scheit | UMP    |          |  |